# Los Arrieros
Los Arrieros – jednostka osadnicza w Stanach Zjednoczonych, w stanie Teksas, w hrabstwie Starr. Los Arrieros jest społecznością nieposiadającą osobowości prawnej i miejscem wyznaczonym przez spis ludności w hrabstwie Starr w Teksasie w Stanach Zjednoczonych. Według spisu z 2010 roku liczył 91 mieszkańców. US Route 83 przechodzi przez społeczność.